# 启示录四骑士 (1921年电影)
《启示录四骑士》（英語：The Four Horsemen of the Apocalypse）是一部1921年的美国无声戰爭史诗电影，由雷克斯·英格拉姆导演，魯道夫·瓦倫蒂諾和華理士·勃利主演，改编自西班牙作家伊巴涅斯的同名小说。本片击败了查理·卓别林的《寻子遇仙记》成为1921年最卖座的电影，并最终成为史上票房第六高的默片。当时默默无名的演员魯道夫·瓦倫蒂諾因此片而成为超级巨星及拉丁情人。该片的成功也使编剧琼·马西斯成为当时好莱坞最有权势的女性之一。